# 短头鳗鲡
短头鳗鲡（学名：Anguilla breviceps）为辐鳍鱼纲鳗鲡目鳗鲡科鳗鲡属的鱼类。在中国，分布于福建等地。该物种的模式产地在福建福州。生活习性不明。

## 扩展阅读
維基物種上的相關：短头鳗鲡